# Прудки (Раменский район)
Прудки́ — деревня в Раменском муниципальном районе Московской области. Входит в состав сельского поселения Чулковское. Население — 83 чел. (2010).

## Название
В 1784 году упоминается как Прудищи, с 1862 года — Прудки. Первоначальное название происходит от термина прудище — «место, где некогда был пруд», впоследствии пруд был восстановлен, и название приобрело форму Прудки.

## География
Деревня Прудки расположена в западной части Раменского района, примерно в 15 км к западу от города Раменское. Высота над уровнем моря 136 м. В 1,5 км к востоку и югу от деревни протекает река Пахра. В деревне 3 улицы — Зеленодольская, Новая и Ударная; приписано СНТ Слим. Ближайший населённый пункт — деревня Редькино.

## История
В 1926 году деревня являлась центром Прудковского сельсовета Домодедовской волости Подольского уезда Московской губернии.
С 1929 года — населённый пункт в составе Раменского района Московского округа Московской области.
До муниципальной реформы 2006 года деревня входила в состав Чулковского сельского округа Раменского района.

## Население
| 1926 | 2002 | 2010 |
| ---- | ---- | ---- |
| 330  | ↘65  | ↗83  |

В 1926 году в деревне проживало 330 человек (147 мужчин, 183 женщины), насчитывалось 63 крестьянских хозяйства. По переписи 2002 года — 65 человек (28 мужчин, 37 женщин).